# Semaeopus trophinus
Semaeopus trophinus là một loài bướm đêm trong họ Geometridae.